# Rothenthurm
Rothenthurm (toponimo tedesco) è un comune svizzero di 2 294 abitanti del Canton Svitto, nel distretto di Svitto.